# Diapensiaceae
Famille
Classification APG III (2009)
Les Diapensiaceae (Diapensiacées en français) sont une famillede plantes à fleurs dicotylédones de l'ordre des Ericale selon la classification phylogénétique. Elle comprend une vingtaine d'espèces réparties en 5 à 6 genres.
Ce sont des petits arbustes ou des plantes herbacées des zones boréales à tempérées d'Amérique du Nord, d'Europe (principalement alpines) et d'Asie.

## Étymologie
Le nom vient du genre type Diapensia, qui serait un ancien nom grec, donné à la « sanicle » (Apiacées),. Cependant Linné semble avoir réutilisé ce nom de genre pour nommer l'espèce Diapensia lapponica ; la famille qui ne comprenait à l'origine que cette seule espèce, a été nommée par le botaniste allemand Heinrich Friedrich Link en 1829.

## Classification
La littérature passée classait les Diapensiacées comme une vieille famille, sans définir le sens de cette « ancienneté ».
Les interrelations au sein même des Diapensiaceae est discutée, notamment la reconnaissance du genre Schizocodon et la question de savoir s'il devrait être séparé du genre Shortia. Des études moléculaires datant de 2015 soutiennent la division des deux genres.
De plus, la reconnaissance des différentes espèces au sein des différents genres a été débattue. Par exemple, au sein du genre Pyxidanthera, deux espèces ont déjà été reconnues. Une étude morphologique et des travaux moléculaires datant de 2010 ont montré que les deux espèces ne diffèrent pas morphologiquement et que des flux génétiques existent entre elles.
Au fil du temps, diverses relations entre les Diapensiacées et d'autres familles d'angiospermes ont été proposées. Dans les années 1980, elles étaient placées dans l'ordre des Rosales, ou dans celle des Cornales. Le système Cronquist (1981) ainsi que le botaniste russe Armen Takhtajan, ont également proposé de placer cette famille dans un ordre propre, les Diapensiales.
La classification phylogénétique APG II (2003) et la classification phylogénétique APG III (2009) la placent dans l'ordre des Ericales, appartenant au groupe des « styracoïdes » lequel se compose de trois familles : Diapensiaceae, Styracaceae et Symplocaceae.
On estime que les Diapensiacées ont divergé des Sytracacées il y a environ 93 millions d'années et que cette famille est originaire de l'hémisphère nord.

## Liste des genres
Selon Angiosperm Phylogeny Website (12 nov. 2015), DELTA Angio (12 nov. 2015) et NCBI (12 nov. 2015) :
- Berneuxia Decne.
- Diapensia L.
- Galax Sims
- Pyxidanthera Michx.
- Schizocodon (es) Siebold & Zuccarini
- Shortia (es) Torrey & A. Gray

Selon ITIS (12 nov. 2015) :
- Diapensia L.
- Galax Sims
- Pyxidanthera Michx.
- Shortia Torr. & Gray

## Liste des espèces
Selon NCBI (28 Jun 2010) :
- genre Berneuxia
  - Berneuxia thibetica (es)
- genre Diapensia
  - Diapensia lapponica
  - Diapensia obovata
- genre Galax
  - Galax urceolata (es)
- genre Pyxidanthera
  - Pyxidanthera barbulata (es)
- genre Shortia
  - Shortia exappendiculata
  - Shortia galacifolia
  - Shortia rotundifolia
  - Shortia soldanelloides
  - Shortia uniflora